# Musculus retractor anguli oculi lateralis
Der Musculus retractor anguli oculi lateralis (lateinisch für „Zurückzieher des äußeren Augenwinkels“) ist ein Skelettmuskel des Kopfes. Er entspringt bei Raubtieren aus der Faszie im Bereich der Schläfe und setzt am schläfenseitigen (temporalen) Lidwinkel (Commissura palpebrarum lateralis) an. Bei Rindern ist er mit dem Musculus frontoscutularis verbunden, bei Pferden und dem Menschen ist er nicht ausgebildet. Er zieht den temporalen Augenwinkel nach hinten. Der Muskel wird vom Jochbeinast (Ramus zygomaticus) des Nervus facialis (VII. Hirnnerv) innerviert.